# Scolecomorphus vittatus
Espèce
Synonymes
- Bdellophis vittatus Boulenger, 1895

Statut de conservation UICN

 LC  : Préoccupation mineure
Scolecomorphus vittatus est une espèce de gymnophiones de la famille des Scolecomorphidae.

## Répartition
Cette espèce est endémique du centre-nord-est de la Tanzanie. Elle se rencontre entre 400 et 1 500 m d'altitude dans les monts Usambara, Nguu, Nguru, Ukaguru, Uluguru et Pare.

## Publication originale
- Boulenger, 1895 : A synopsis of the genera and species of apodal batrachians, with description of a new genus and species (Bdellophis vittatus). Proceedings of the Zoological Society of London, vol. 1895, p. 401-414 (texte intégral).